# Mortal Kombat Mythologies: Sub-Zero
Mortal Kombat Mythologies: Sub-Zero è un videogioco sviluppato da Avalanche Software e pubblicato nel 1997 da Midway Games per PlayStation e Nintendo 64. Platform basato sulla serie di videogiochi picchiaduro Mortal Kombat, è uno spin-off ambientato prima degli eventi di Mortal Kombat incentrato sul personaggio di Sub-Zero. Il titolo realizzato da John Tobias doveva essere il primo di una serie di videogiochi d'azione Mythologies dedicata alle vicende dei personaggi di Mortal Kombat, interrotta a causa delle reazioni negative da parte di critici e appassionati.
Nel videogioco Sub-Zero deve avventurarsi in un viaggio per evitare che Quan Chi riporti alla luce l'amuleto di Shinnok, che ha il potere di liberarlo e riportarlo al comando del regno. Nella versione PlayStation sono presenti filmati interamente girati da attori in carne ed ossa.

## Trama
Molto tempo prima del torneo Mortal Kombat, il Lin Kuei fu incaricato dallo stregone Quan Chi di rubare la mappa degli elementi da un tempio Shaolin. Il Gran Maestro del clan inviò il suo migliore assassino, Bi-Han, nome in codice "Sub-Zero", a completare la missione. Combattendo contro le guardie del tempio, Sub-Zero raggiunse la mappa e affrontò il leader del clan rivale Shirai Ryu, Hanzo Hasashi, nome in codice "Scorpion", che era stato inviato da Quan Chi per lo stesso motivo. Sub-Zero vinse lo scontro e uccise Scorpion strappandogli la spina dorsale, ignorando le sue suppliche. Tornato al rifugio del Lin Kuei con la mappa, Sub-Zero la consegnò a Quan Chi, che nel frattempo aveva eliminato tutti i membri dello Shirai Ryu, compresi la moglie e il figlio di Scorpion, come pagamento per i servigi del Lin Kuei. Lo stregone rivelò inoltre che aveva inviato Scorpion al tempio per prevenire un eventuale fallimento di Sub-Zero. Come ultimo incarico, Quan Chi chiese a Bi-Han di lasciare la mappa nel Tempio degli elementi, dove si trovava un amuleto di valore inestimabile.
Sub-Zero raggiunse il tempio, superò tutti gli ostacoli e sconfisse gli dei del vento, della terra, dell'acqua e del fuoco che proteggevano l'amuleto. Proprio quando il guerriero era sul punto di finire l'incarico, Quan Chi prese l'amuleto, rivelando che si trattava in realtà della fonte del potere di un dio Anziano decaduto chiamato Shinnok. Lo stregone fuggì attraverso un portale e il dio del tuono Raiden si materializzò davanti a Sub-Zero, ordinandogli di rimediare all'errore commesso recandosi nel Netherrealm per recuperare l'amuleto.
Sub-Zero entrò nel Netherrealm e fu immediatamente rinchiuso nelle Prigioni delle Anime dalle guardie di Quan Chi. Qui ebbe un breve dialogo con il suo vecchio nemico Scorpion, tornato sotto forma di spettro. Scorpion accusò Sub-Zero di essere il responsabile del massacro del suo clan e i due ingaggiarono nuovamente un combattimento. Nonostante Scorpion non potesse essere ucciso in quanto spettro, fu sconfitto di nuovo da Sub-Zero e si ritirò. Sub-Zero scappò dalle Prigioni e affrontò le tre migliori guerriere di Quan Chi: Kia, Jataaka e Sareena. Sub-Zero uccise le prime due guerriere, ma risparmiò la terza, Sareena. Usando i loro cristalli, si teletrasportò nella fortezza di Quan Chi, il quale offrì al guerriero di unirsi alla Fratellanza dell'Ombra, il gruppo di guerrieri fedeli a Shinnok, rivelandogli che era riuscito ad entrare nel Netherrealm a causa della malvagità che aveva corrotto la sua anima durante la sua attività di assassino: se lo spirito di Bi-Han non fosse stato malvagio, non sarebbe potuto esistere nel regno degli inferi. Sub-Zero però rifiutò l'offerta e, con l'inaspettato aiuto di Sareena, sconfisse Quan Chi. La demone pregò Sub-Zero di portarla via dal Netherrealm, ma fu attaccata alle spalle da Shinnok, ora potenziato dal suo amuleto. Usando l'astuzia, Sub-Zero recuperò l'amuleto da Shinnok, che si trasformò in un demone gigante. Usando l'amuleto per amplificare i suoi poteri, Sub-Zero sconfisse quell'essere e scappò attraverso un portale creato da Raiden; subito dopo consegnò l'amuleto al dio del tuono. Quando Bi-Han chiese a Raiden di confermare le parole di Quan Chi, il dio rispose che lo stregone aveva detto la verità, aggiungendo però che solo Sub-Zero aveva il potere di cambiare se stesso e il suo destino.
La sequenza finale si svolge nel rifugio del Lin Kuei. Sub-Zero fu nuovamente incaricato da un altro stregone, Shang Tsung, di partecipare in una competizione di arti marziali a nome suo. Il torneo si chiamava Mortal Kombat.

## Avversari
- Scorpion: È il leader del clan Shirai Ryu. Verrà sconfitto da Sub-Zero nel tempio Shaolin. Al termine dello scontro, il giocatore potrà scegliere se eseguire una fatality, uccidendolo, o risparmiargli la vita. Scegliendo di ucciderlo, lo si dovrà affrontare nuovamente nelle Prigioni delle Anime. La versione non-morta di Scorpion è più potente rispetto a quella umana.
- Fujin: il dio del vento e fratello di Raiden. È uno dei quattro dei elementali posti a guardia dell'amuleto di Shinnok ed è il primo ad essere sconfitto da Sub-Zero.
- Enjin: Dio della terra. È il secondo dio che sorveglia l'amuleto. Grazie alla sua mole elevata, è in grado di pestare il suolo, facendo crollare rocce dall'alto.
- Niam Tsu: Dio dell'acqua. È il terzo dei quattro guardiani, e ha l'abilità di emettere getti e onde d'acqua.
- Dio del fuoco: È stato scelto da Raiden come quarto e ultimo guardiano dell'amuleto di Shinnok. A causa della sua natura, non può essere congelato da Sub-Zero.
- Jataaka: È una delle tre demoni create da Quan Chi assieme alle sorelle Sareena e Kia, con lo scopo di servirlo e proteggerlo a costo della loro stessa vita. È priva di qualsiasi emozione umana ed estremamente fedele al suo signore. Appare come una giovane donna mulatta con una capigliatura molto simile a quella di Sindel ed indossa, come le sue sorelle, un audace costume porpora e nero.
- Kia: è anch'ella in possesso di uno dei tre cristalli che permettono di teletrasportarsi nella fortezza di Quan Chi. È la più debole delle tre sorelle, ma è veloce quanto Jakaata. Ha la pelle bianca e lunghi capelli neri, con dei tatuaggi sulle braccia, all'altezza delle spalle.
- Sareena: è la terza delle avversarie. È sorella di Jakaata e Kia ed è servitrice di Quan Chi. È più potente e veloce delle due sorelle. Ha la pelle bianca ed i capelli neri, con uno strano tatuaggio sull'occhio. Nonostante venga battuta da Sub Zero, esso la lascia in vita. Sareena poi aiuta il Lin Kuei ad uccidere Quan Chi più avanti, ma subito dopo aver chiesto a Sub Zero di portarla con sé, viene (apparentemente) uccisa da Shinnok. È l'unica delle tre sorelle che poi ricomparirà in due capitoli di MK come personaggio giocabile.
- Quan Chi: è il penultimo boss. Viene sconfitto da Sub-Zero con l'aiuto di Sareena.
- Shinnok: è il boss finale; Sub-Zero riesce a sottrargli l'amuleto, il che però lo fa trasformare in una creatura mostruosa (capace di ucciderlo in un colpo solo), costringendo il ninja a scappare attraverso un portale.